# Marcelino Owono Edu
Marcelino Owono Edu (Mongomo, Guinea Ecuatorial, 1963) es un político ecuatoguineano que ejerció como Ministro de Economía y Hacienda, y como Ministro de Industria, Minas y Energía en el gobierno de Teodoro Obiang.

## Biografía
Cursó la carrera de Económicas en Ucrania (por entonces todavía en la URSS). Pasó por numerosos cargos en el Ministerio de Economía y Hacienda, donde fue director general de Control Financiero, Director General de Entidades Autónomas, Director General de Importación y Contribución, Director General de Presupuestos, Viceministro y, finalmente, Ministro de Economía y Hacienda. Su traspaso al Ministerio de Industria, Minas y Energía se produjo en 2008, volviendo posteriormente sin embargo a encabezar el Ministerio de Economía y Hacienda.
En 2015 cesó como Gobernador del país ante el Fondo Monetario Internacional (FMI).